# Domingo García
Domingo García is een gemeente in de Spaanse provincie Segovia in de regio Castilië en León met een oppervlakte van 17,76 km². Domingo García telt 30 inwoners (1 januari 2016).

## Demografische ontwikkeling
Bron: INE, 1857-2011: volkstellingen